# خيلوك
خيلوك (بالروسية: Хилок) هي إحدى مدن روسيا في الكيان الفدرالي الروسي تشيتا أوبلاست. وتقع على نهر خيلوك، وهو الرافد الأيمن لنهر سيلينغا